# Heinrich Heine
Christian Johann Heinrich Heine (/ˈkʀɪstjan ˈjoːhan ˈhaɪ̯nrɪç ˈhaɪ̯nə/) (Düsseldorf, 13 dicembre 1797 – Parigi, 17 febbraio 1856) è stato un poeta tedesco, il più importante nel periodo di transizione tra il romanticismo e la giovane Germania.

## Biografia
(Heinrich Heine)
Nato a Düsseldorf nel 1797 da una ricca famiglia di banchieri e commercianti ebrei cercò di dedicarsi, fallendo, a una normale carriera borghese che aveva intrapreso molto malvolentieri.
Nel 1817 scrisse le sue prime liriche d'amore che gli vennero pubblicate su una rivista tedesca e iniziò, nella città di Bonn, gli studi di diritto, filosofia e letteratura seguendo le lezioni di August Wilhelm von Schlegel. Nel 1821 si trasferì all'Università di Berlino e frequentò assiduamente Georg Wilhelm Friedrich Hegel, Friedrich Schleiermacher e Adalbert von Chamisso, accogliendone il pensiero.

### Le prime liriche e i viaggi

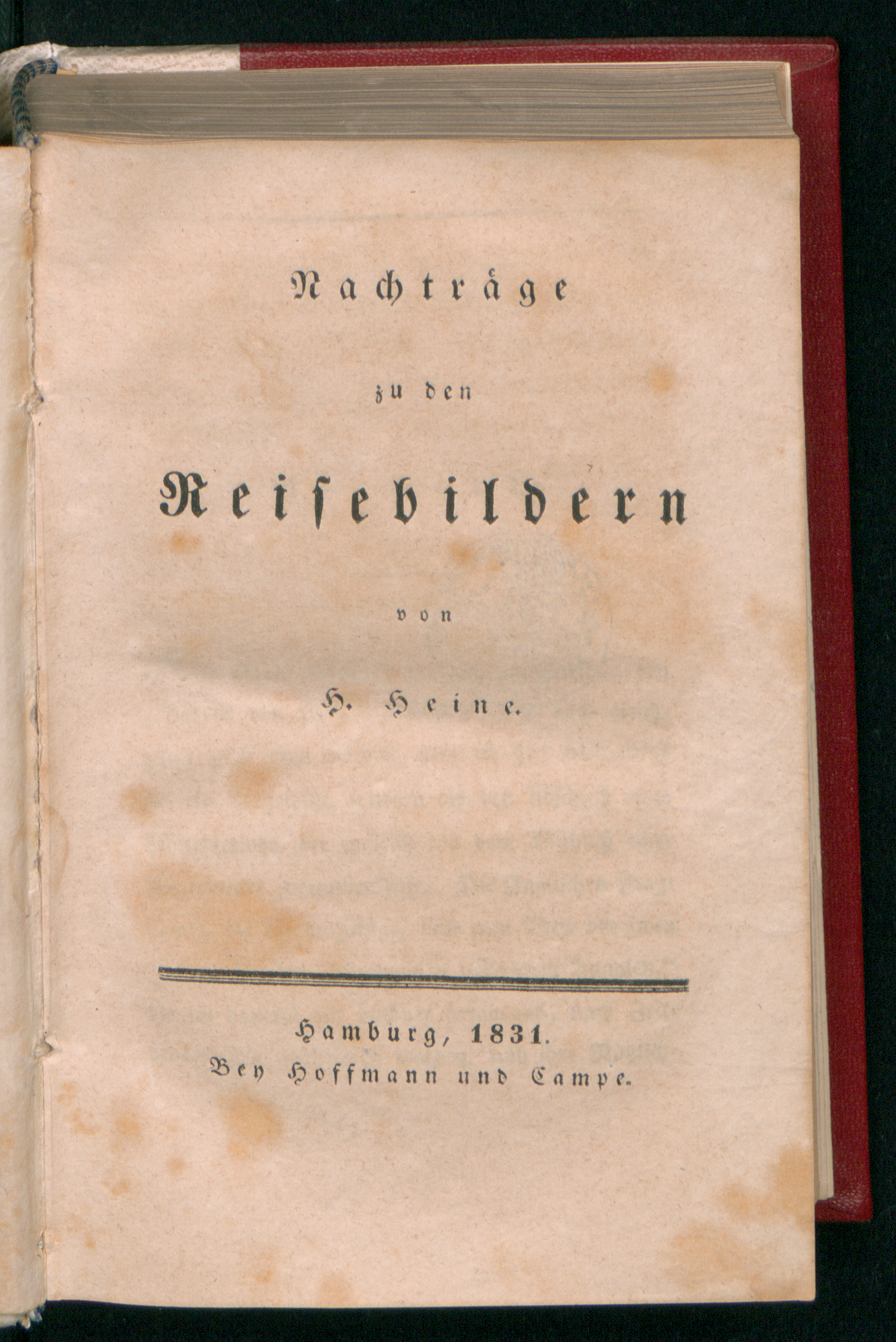
Reisebilder, 1831. Dalla BEIC, Biblioteca digitale.

Nel 1822 pubblicò le sue prime importanti liriche che si rivelarono subito di grande originalità per il loro stile di ballata popolare e per il rifiuto ironico di ogni illusione. In queste liriche si sente l'influsso degli scrittori da lui più amati: George Gordon Noel Byron e Fouqué. L'anno seguente pubblicò Intermezzo lirico (in tedesco Lyrisches Intermezzo), versi di rara bellezza dove si distingue una spiccata vena di malinconia.
Nel 1825 Heine abiurò la religione ebraica e si convertì al cristianesimo riformato-protestante aderendo al luteranesimo, e assumendo il nome di battesimo "Heinrich", al posto dell'originario Harry. Nello stesso anno si laureò in giurisprudenza presso l'Università di Gottinga.
Dopo la pubblicazione dei suoi due volumi dei racconti lirici Impressioni di viaggio (Reisebilder, 1826-1831), che sulla trama di un fittizio diario di viaggio tratta una vasta gamma di temi fantastici e morali rifacendosi agli esempi di Laurence Sterne e di Jean Paul, egli iniziò a diventare famoso.
Un breve viaggio in Inghilterra, fatto nel 1826, risvegliò i suoi interessi per i problemi politici attuali e, in seguito, riunì le liriche precedenti in un unico libro intitolato Libro dei canti (Buch der Lieder) che pubblicò nel 1827.
Nel 1828 fece un viaggio in Italia. In "Reise von München nach Genua", Viaggio da Monaco a Genova, "Die Bäder von Lucca", I Bagni di Lucca, "Die Stadt Lucca", La città di Lucca, dove scriverà: "Die Pfaffen in Italien haben sich schon längst mit der öffentlichen Meinung abgefunden" ("I preti italiani ormai si sono rassegnati all'opinione pubblica") e nelle Notti fiorentine (Florentinische Nächte), che pubblicherà nel 1836, si ritroveranno i ricordi di questo viaggio.

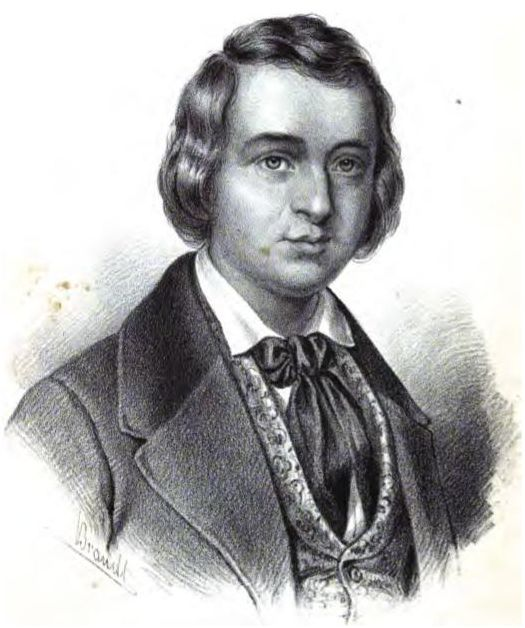
Heine nel 1847.

### Il periodo francese
Nel 1832 fu colpito da crisi depressive, che si sarebbero presentate ciclicamente. Intanto la situazione si stava facendo sempre più critica, sia per quanto riguardava le condizioni politiche della società tedesca sia per quanto riguardava l'antisemitismo di cui fu fatto oggetto, e Heine decise di trasferirsi come giornalista nella più libera Francia dove iniziò a frequentare, oltre gli emigrati tedeschi, come Ferdinand Lassalle, Richard Wagner, Alexander von Humboldt, anche molti intellettuali e artisti fra i quali Honoré de Balzac, Victor Hugo, Alfred de Musset, Fryderyk Chopin e George Sand. Nel 1834 iniziò una relazione sentimentale con Crescence Eugénie Mirat, da lui soprannominata "Mathilde", che sposò nel 1841.
Nel 1835 pubblicò Storia della religione e della filosofia in Germania (Geschichte der Religion und Philosophie in Deutschland) nella quale si avverte l'influsso del suo contatto con i sansimonisti, influsso che si avverte anche nella Scuola romantica (Romantische Schule) del 1836. In quegli anni di permanenza francese, Heine collaborò, per corrispondenza, a diverse riviste tedesche e nel frattempo scrisse resoconti in francese sulla situazione tedesca.
Sempre nel 1835, data della pubblicazione della sua Storia della religione e della filosofia, venne vietata dalla censura la circolazione dei suoi libri in Germania.
I quattro volumi del Salon (1834-1840) sono tutti pervasi di temi politici. In essi si trovano i frammenti di romanzo Dalle memorie del signor von Schnabelewopski (Aus den Memorien des Herrn von Schnabelewopski) e Il rabbi di Bacharach (Der Rabbi von Bacharach), sulla persecuzione degli ebrei nel Medioevo. Lo scrittore, nel suo libro H. Heine su L. Börne del 1840, diede numerose e aggressive spiegazioni delle proprie idee per rispondere ai connazionali che lo accusavano. Nel 1843 attaccò nel suo poema Atta Troll. Ein Sommernachtstraum, i suoi avversari politici e letterari con dura ironia.
Il 4 gennaio del 1844 fu iniziato alla massoneria nella loggia di Parigi Les Trinosophes, nello stesso anno, dopo un breve soggiorno ad Amburgo, scrisse la satira in versi Germania fiaba d'inverno (Deutschland, ein Wintermärchen), che diventerà una delle più importanti opere della letteratura tedesca di carattere politico e nella quale si avvertirà chiaramente l'influsso dell'amicizia parigina con Karl Marx.

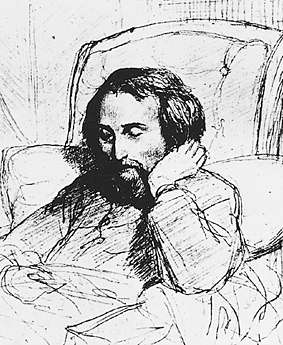
Heine nel 1851, quando costretto a letto dalla malattia descrisse la sua condizione come Matratzengruft (tomba di materassi).

Negli ultimi anni si riavvicinò alla religione. Nel 1851 Heine pubblicò il libro di poesie Romancero dove descrisse, con profonda serietà etica e religiosa, le sofferenze causategli dalla malattia che lo aveva colpito (inizialmente forse con sintomi psichici come la depressione degli anni '30) nel 1848, che gli causò una lenta atrofia muscolare e una paralisi progressiva; lo stesso sentimento di Romancero pervade le raccolte successive (1853-1854). Nel 1854 videro la luce gli Scritti vari (Vermischte Schriften) con dissertazioni su giudaismo e cristianesimo, liberalismo e comunismo che costituiranno la fine della sua attività politica e letteraria.
È stato ritenuto a lungo probabile che Heine soffrisse di neurosifilide o di meningite tubercolare, o forse di sclerosi multipla (il fatto che soffrisse di alcuni sintomi tipici di quest'ultima patologia - cecità intermittente/vista annebbiata, paralisi, crampi e incontinenza - ha fatto ritenere che avesse la forma progressivo-recidivante di questa sindrome), ma è stato ipotizzato anche che fosse affetto da una malattia del motoneurone - come la sclerosi laterale amiotrofica. Uno studio del 1997 ha fatto propendere poi per l'avvelenamento da piombo (saturnismo), metallo ritrovato in tracce nei suoi capelli e della cui intossicazione cronica avrebbe mostrato i sintomi (oltre a disturbi neurologici e neuropsichiatrici, anche crampi addominali). All'epoca questo metallo pesante veniva usato per pentole, stoviglie, vernici e medicinali.
La malattia lo tenne costretto a letto per otto lunghi anni fino alla morte (1856), avvenuta per complicanze respiratorie. Durante questo periodo fu assistito dalla moglie, che viveva con lui nonostante il loro rapporto fosse ormai solo di facciata, e dalla giovane amante Camille Selden, di 19 anni, che lo visitava spesso. Heine morì il 17 febbraio 1856 a Parigi e venne sepolto nel cimitero di Montmartre. Le sue ultime parole, in francese, furono: «Dio mi perdonerà. È il suo mestiere».

## Poetica
(Sophie Scholl)
Heine usò la lingua tedesca per cantare versi melodiosi come pochi altri hanno saputo fare conquistandosi, per l'arte, la fama di più grande artista tedesco della generazione successiva a quella di Wolfgang Goethe.

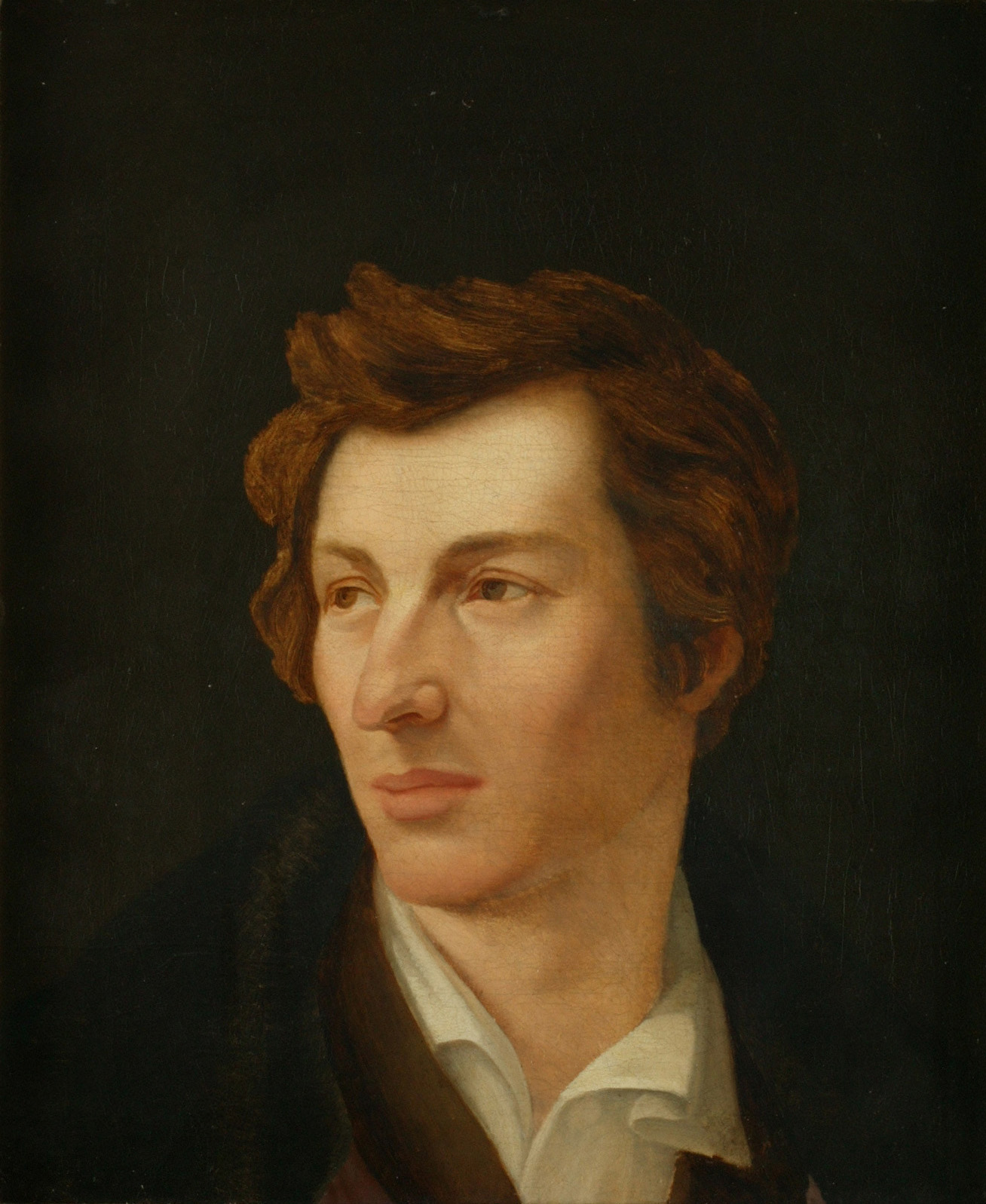
Ritratto di Heine, da Gottlieb Gassen.

Lavorando dapprima su una realtà psicologica lieve e delicata, basata sul ricordo nostalgico di due amori infelici (per le cugine Amalie e Therese) e in seguito più forte, quando si aggiunsero ai motivi amorosi altri temi ispiratori (la natura, la politica, la vita, la società contemporanea), riuscì a raggiungere effetti notevolissimi nella sua poesia.
Egli seppe giocare con abilità stilistica dando ai suoi versi un tono obiettivo anche quando esprime sensazioni e sentimenti personali.
Il suo Libro dei canti (Buch der Lieder), che è tra le opere della letteratura tedesca quella più tradotta e famosa, possiede una rara lievità di forme.
L'originalità dei versi di Heine consiste nella tensione verso la poesia e nello stesso tempo nel modo opposto, cioè quello di voler negare ogni sentimentalismo, che gli permise di utilizzare il "materiale" romantico con ironia e realismo.

## Musica
Le seguenti composizioni musicali si basano su liriche di Heine:
- Sei dei 14 Lieder del ciclo Schwanengesang di Franz Schubert (composti nel 1828 e pubblicati postumi). Si usa eseguire questi sei Lieder anche come piccolo ciclo a sé stante ("Heine-Lieder")
- Liederkreis, Op. 24, musica di Robert Schumann, Breitkopf, Lipsia, 1840
- Die Loreley, musica di Franz Liszt (1841), lied tratto dall'omonimo testo (Die Lorelei) di Heine (1824)
- Dichterliebe, Op. 48, musica di Robert Schumann, Peters, Lipsia, 1844
- Tu non m'ami, musica di Francesco Paolo Frontini, Benenati, 1878
- Paggio e Regina, musica di Francesco Paolo Frontini, Ricordi, 1884
- Richard Wagner ricavò la vicenda della sua opera Der Fliegende Holländer dal romanzo di Heine Dalle Memorie del signor von Schnabelewopski.
- Anche Guglielmo Ratcliff di Pietro Mascagni ha il libretto di Andrea Maffei tratto da Heine.

## Omaggi e cultura di massa
- A Heine è stato intitolato il cratere Heine, sulla superficie di Mercurio.
- L'imperatrice Elisabetta d'Austria, moglie di Francesco Giuseppe, detta Sissi, fu una sua grande ammiratrice, tanto da essere considerata una delle più grandi esperte delle sue opere. Scrisse anche un canzoniere a sua imitazione: raccolta poetica che, per il sarcasmo con il quale descriveva la corte di Vienna, l'autrice volle fosse pubblicata solo dopo il 1950.
- Il titolo del libro Non prima che siano impiccati di Joe Abercrombie è ispirato dalla frase di Heine: «Dovremmo perdonare i nostri nemici, ma non prima che siano impiccati».[12]

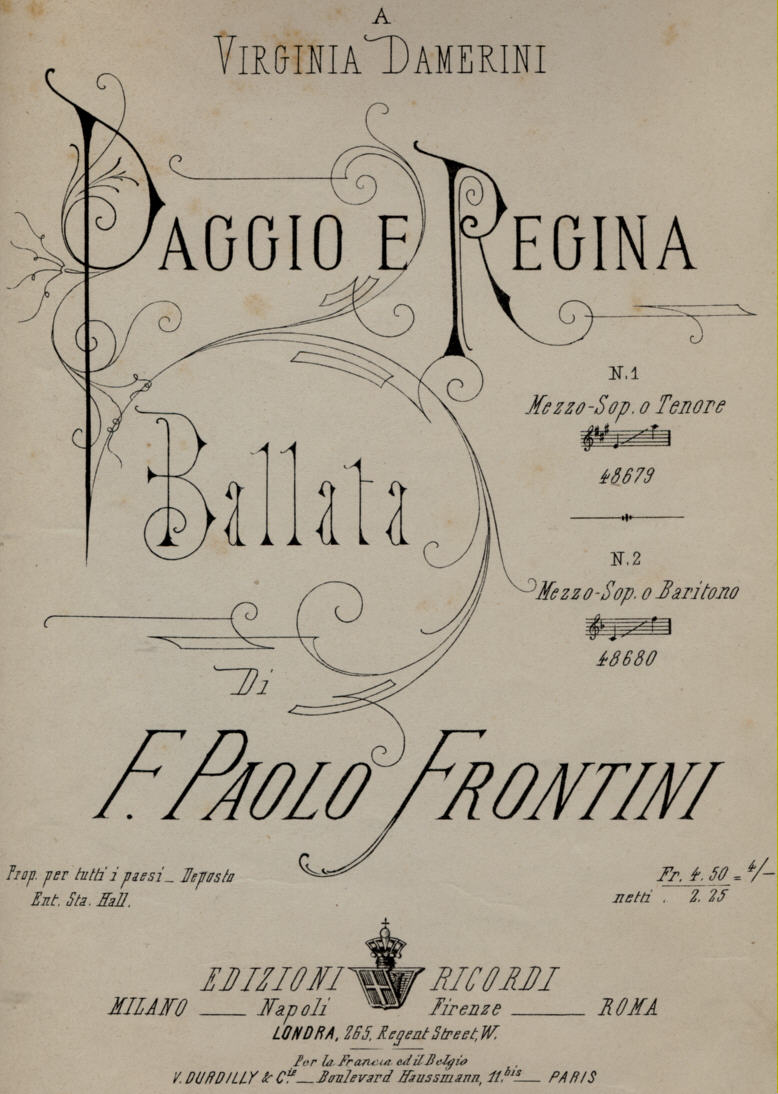
Riproduzione della copertina romanza di Paggio e Regina di Heine, musica di Francesco Paolo Frontini (Milano, Ed. Ricordi, 1884).

- Nel romanzo Numero zero di Umberto Eco, il narratore racconta di aver chiesto al professor Di Samis una tesi sulla ironia in Heine («mi pareva consolante il suo trattare di amori infelici con quello che a me pareva un dovuto cinismo»).
- Il film Il cielo brucia (2023) di Christian Petzold presenta legami intermediali con la poesia di Heine.

## Opere

### Opere digitalizzate
- (DE) Heinrich Heine, Reisebilder. Erster Theil, Hamburg, Hoffmann und Campe, 1830. URL consultato il 10 maggio 2016.
- (DE) Heinrich Heine, Reisebilder. Italien, Hamburg, Hoffmann und Campe, 1830. URL consultato il 10 maggio 2016.
- (DE) Heinrich Heine, Reisebilder. Nachträge, Hamburg, Hoffmann und Campe, 1831. URL consultato il 10 maggio 2016.

### Edizioni originali
Secondo l'anno di pubblicazione
- 1821: Gedichte (Poesie)
- 1823: Tragödien nebst einem lyrischen Intermezzo (Tragedie con un intermezzo lirico) tra cui William Ratcliff, Almansor und Lyrisches Intermezzo
- 1824: Dreiunddreißig Gedichte (Trentatré poesie)
- 1826: Reisebilder. Erster Teil (Quadri di viaggio) tra cui Il viaggio nello Harz (Die Harzreise), Die Heimkehr (Il ritorno), Die Nordsee. Erste Abteilung (Il Mare del Nord: Prima parte) e diverse poesie
- 1827: Buch der Lieder (Libro dei canti) e Reisebilder. Zweiter Teil (Quadri di viaggio: Seconda Parte) tra cui Die Nordsee. Zweite und dritte Abteilung (Il Mare del Nord. Seconda e terza parte, Ideen. Das Buch Le Grand (Idee: Il libro di Le Grand) e Briefe aus Berlin (Lettere da Berlino)
- 1830: Reisebilder. Dritter Teil (Quadri di viaggio. Terza parte) tra cui Die Reise von München nach Genua (Il viaggio da Monaco a Genova) e Die Bäder von Lucca (I bagni di Lucca)
- 1831: Introduzione a Kahldorf über den Adel e Reisebilder. Vierter Teil (tra cui Die Stadt Lucca e Englische Fragmente)
- 1832: Französische Zustände
- 1833: Über den Denunzianten. Eine Vorrede zum dritten Teil des Salons., Einleitung zu Don Quixote e Der Salon. Dritter Teil (tra cui Florentinische Nächte und Elementargeister)
- 1834: Der Salon. Erster Teil (tra cui Französische Maler, Aus den Memoiren des Herren von Schnabelewopski e diverse poesie)
- 1834: Die Elementargeister
- 1835: Der Salon. Zweiter Teil (tra cui Zur Geschichte der Religion und Philosophie in Deutschland e il ciclo di poesie Neuer Frühling)
- 1836: Der Salon. Dritter Teil
- 1836: Die romantische Schule
- 1838: Der Schwabenspiegel
- 1839: Shakespeares Mädchen und Frauen e Schriftstellernöten
- 1840: Ludwig Börne. Eine Denkschrift e Der Salon. Vierter Teil (tra cui Der Rabbi von Bacherach, Über die französische Bühne e diverse poesie)
- 1844: Neue Gedichte (darin Deutschland. Ein Wintermärchen)
- 1847: Atta Troll – Ein Sommernachtstraum
- 1851: Romanzero e Der Doktor Faust. Ein Tanzpoem
- 1854: Vermischte Schriften, 3 volumi (tra i quali Geständnisse, Die Götter im Exil, Die Göttin Diana, Ludwig Marcus, Gedichte 1853 und 1854, Lutetia. Erster Teil und Lutetia. Zweiter Teil)
- 1857 (postume): Tragödien
- 1869 (postume): Letzte Gedichte und Gedanken
- 1884 (postume): Memoiren
- 1892 (postume): Heinrich Heines Familienleben. 122 Familienbriefe des Dichters und 4 Bilder. (Ricostruzione digitale: UB Bielefeld)

### Opere complete
- Heinrich-Heine-Säkularausgabe. Werke, Briefwechsel, Lebenszeugnisse. 53 voll. Editi dalle Nationale Forschungs- und Gedenkstätten der klassischen deutschen Literatur di Weimar / Centre National de la Recherche Scientifique in Paris, Akademie Verlag, Berlin 1970 e segg.
- Sämtliche Werke. Historisch-kritische Gesamtausgabe der Werke. Düsseldorfer Ausgabe, 16 voll., a cura di Manfred Windfuhr, Hoffmann und Campe, Amburgo 1973–97
- Sämtliche Schriften. 6 voll. a cura di Klaus Briegleb, Hanser, Monaco di Baviera 1968–76, ISBN 978-3-446-10726-7
  - Edizione tascabile: dtv, Monaco di Baviera 2005, ISBN 978-3-423-59074-7
- Sämtliche Werke in 4 Bänden, Artemis & Winkler, Düsseldorf 2001, ISBN 978-3-538-05498-1

### Edizioni in italiano (scelta)
- Canti di Enrico Heine (Germania - Intermezzo lirico - Poesie varie), trad. di Salomone Menasci, Livorno, R. Giusti, 1886
- Venti capi del Buch del Lieder di E. Heine tradotti da Roberto Ardigò, Istituto italiano d'arti grafiche, Bergamo, 1909
- Il canzoniere, trad. di Bernardino Zendrini, Sesto S. Giovanni, Casa Editrice Madella, 1913
- Reisebilder (Quadri di viaggio. Contiene: Il viaggio nello Harz, Il libro Le Grand, Viaggio da Monaco a Genova, La città di Lucca), UTET 1931; traduzione di Italo Maione
- Reisebilder, Utet 1960; traduzione di Alba Bürger Cori
- Gli dèi in esilio, Adelphi 1978; traduzione di Lia Secci
- Idee. Il libro Le Grand, testo originale a fronte, Garzanti 1978; traduttori M. e Erich Linder
- Faust, Edizioni Studio Tesi 1988; traduzione di Nada Carli
- Notti fiorentine, TEA (editore) 1988; traduzione di Baccio Zillotto
- Il Rabbi di Bacherach, Edizioni Studio Tesi 1993; traduzione di Nada Carli
- Confessioni, Marsilio 1995; traduzione di Alberto Destro
- Visioni di viaggio, Frassinelli 1995; traduzione di Rino Alessi
- Impressioni di viaggio in Italia, Rizzoli 1998; traduzione di Bruno Maffi
- Il viaggio nello Harz, testo tedesco a fronte, Marsilio 2002; traduzione di Maria Carolina Foi
- Il rabbi di Bacherach, SE 2003; traduzione di L. Accomazzo
- Poesie; REA Edizioni, l'Aquila 2008. ISBN 9788874170364
- Dalle memorie del signore di Schnabelewopski, traduzione di Barbara Di Noi. EBK, 2019
- Poesie. 1853 e 1854, traduzione e note di Sergio Baldelli, 2020, ISBN 979-8631833548

L'attività di traduzione dei testi di Heine in italiano è documentabile fino dalla seconda metà dell'Ottocento; in essa si sono cimentati, fra gli altri, oltre ai traduttori citati sopra, i seguenti: Andrea Maffei, Fernando Palazzi, Giacomo Perticone, Enrico Rocca, Enrico Somaré, Alberto Spaini, Bernardino Zendrini.